# Influencia (álbum)
Influencia es el décimo álbum de estudio en solitario del músico argentino Charly García. Fue editado en 2002 y marca el renacer de su carrera, desde la época de Say no More de 1996, ya que obtuvo buenas críticas de los medios y una excelente recepción de parte del público, que lo llevó nuevamente a liderar las listas y a hacer exitosas giras, que lo llevaron incluso al Festival de la Canción de Viña del Mar, importante certamen para Hispanoamérica que se realiza en Chile, en su edición 2003.

## Antecedentes y grabación
En unas vacaciones por Londres en 2001, Charly conoce al guitarrista blusero Tony Sheridan, que estuvo relacionado con la etapa primitiva de The Beatles. Sheridan quedó fascinado por Charly después de un par de zapadas y decidió aceptar la invitación de agregar unas guitarras y coros a alguna canción. Como Influencia, una canción que además de ser un rock and roll pegadizo, tiene unas citas autorreferenciales bastante interesantes (aunque Charly no escribió la canción, la letra se le aplica muy bien). Con el correr de los años, una idea que nació cruda se va depurando. Hubo gente a la que Say no More le resultó chocante (aunque hoy sea considerado disco de culto) y, sin embargo, Influencia les gustó. Es que si bien conserva la esencia de la forma de grabación de Say no More, es un disco más prolijo, desde el arte de tapa hasta la concepción del trabajo. El amor espera fue estrenada por Charly en un recital en Obras en abril de 2000, con un ensamble de cuerdas detrás del escenario. Una de las frases de la canción pertenece a la canción Sing this all together de The Rolling Stones.
La presentación del álbum se realizó durante 3 fechas en el estadio Luna Park. Los cortes de difusión del disco fueron Tu vicio, I'm not in love, Influencia y Mi nena. El videoclip de Influencia es recordado hasta hoy por lo colorido y snob (Charly aparecía con una chaqueta y una camisa rojas y pantalones a rayas), mientras que el de Mi nena causó alguna polémica por la aparición de modelos desnudas y en actitudes lesbianas.
En la edición de la entrega de los premios Gardel a la Música del año 2002, ganó Mejor Álbum Artista de Rock, Mejor Realización del Año, Canción del Año y Álbum del Año, más el Gardel de Oro siendo el primer artista que recibe esta distinción en dos ediciones consecutivas.
El álbum posee tres nuevas versiones de temas ya editados: Encuentro con el diablo de Serú Girán (Bicicleta, 1980), Demasiado ego (editada como One to one en el disco anterior El Aguante) y Happy and real, del disco Tango 4 (1991). A propósito de esto, es interesante señalar que sólo seis canciones originales de este disco son compuestas íntegramente por Charly, dado que otras dos son las mencionadas versiones, Influencia es una versión en español de Influenza de Todd Rundgren y las otras cuatro canciones son una versión góspel de Tu vicio, una versión para piano de Influenza y dos versiones para I'm not in love. Cabe aclarar que García se toma una concesión literaria en su traducción al español ya que Influenza en inglés significa gripe y no Influencia.
Parte de los arreglos de la melodía de Influencia pertenecen a la canción Transatlántico art decó de la banda sonora Pubis angelical (1982) y de la canción Telepáticamente del disco Si - Detrás de las paredes (2001) de Sui Generis.
Cabe señalar que en la portada Charly reutilizó el logotipo que había usado quince años antes, en Parte de la religión (1987).

## Lista de canciones
Todas las canciones escritas y compuestas por Charly García, excepto donde se indica. Mi nena es una versión de A new kind of love, de The Dave Clark Five. 
| N.º   | Título                                         | Duración |  |
| 1.    | «Tu vicio»                                     | 4:04     |  |
| 2.    | «I'm not in love»                              | 2:50     |  |
| 3.    | «Influencia» (Todd Rundgren/Arr.: García)      | 5:30     |  |
| 4.    | «Encuentro con el diablo» (David Lebón/García) | 4:58     |  |
| 5.    | «El amor espera»                               | 4:12     |  |
| 6.    | «Película sordomuda»                           | 2:01     |  |
| 7.    | «Mi nena» (The Dave Clark Five/Arr.: García)   | 2:49     |  |
| 8.    | «Tu vicio (Góspel)»                            | 1:03     |  |
| 9.    | «Demasiado ego (One to one)» (Jan Hammer)      | 3:14     |  |
| 10.   | «Influenza» (Todd Rundgren)                    | 3:33     |  |
| 11.   | «I'm not in love (Acústico)»                   | 1:51     |  |
| 12.   | «I'm not in love (Remix)»                      | 3:41     |  |
| 13.   | «Happy and real» (García/Pedro Aznar)          | 3:25     |  |
| 43:11 |                                                |          |  |

## Músicos
- Charly García: Piano Acústico, Piano Clavinet, Wurlitzer, Guitarras, Bajos, Sintetizadores, Mellotrón, Batería, String Machine, Flanger, Vocoder & Voces.
- Tony Sheridan: Guitarra y Voces en I'm not in love.
- Mario Serra: Batería en I'm not in love y El amor espera.
- María Gabriela Epumer: Coros en Tu Vicio, El amor espera, Tu vicio (gospel) y I'm not in love (acústico). Y Guitarras en El amor espera y Demasiado ego (One to one).
- Mariela Chintalo: Coros en Tu Vicio, El amor espera y I'm not in love (acústico)
- Diego Dubarry: Hammond y Batería en El amor espera.
- Ana Álvarez de Toledo: Coros en El amor espera.
- Diego Blanco: Hammond en Influencia y Bajo y Sintetizador en Encuentro con el diablo.
- Laura Casarino: Coros en Tu vicio (Gospel)

## Ficha técnica
- Maravillización: Charly García y Marcos Sanz, con Gafin, Melli, Maxi, Gonzalo y Diego Blanco.
- Sonido: Marcos Sanz.
- Tapa: Charly García, Andy Cherniavsky y Macky.
- Pinturas: Charly García.
- Fotos: Andy Cherniavsky.
- Diseño Gráfico: Macky.

## Certificaciones y ventas
| Territorio | Organismo certificador | Certificación | Ventas certificadas | Ref.  |
| ---------- | ---------------------- | ------------- | ------------------- | ----- |
| Argentina  | CAPIF                  | Platino       | 40 000              | [ 2 ] |